# Dragon Ball Z: Son-Gokus far
Dragon Ball Z: Son-Gokus far er den først TV-special i Dragon Ball Z-animeserien, som er baseret på Akira Toriyamas mangaserie Dragon Ball. Den blev sendt på Fuji TV den 17. oktober 1990 mellem afsnit 63 og 64 af Dragon Ball Z. Den fungerer som forløber for hele serien, foregår tolv år inden Dragon Balls begyndelse og omhandler de sidste dage på saiyajinernes planet Vejita, inden den blive destrueret for hænderne af Freezer, fortalt fra perspektivet af Son-Gokus biologiske far Bardock, der forsøger at afværge denne katastrofe og redde sine race fra folkemord.
Specialen inspirerede senere en efterfølger-manga kaldet Dragon Ball: Episode of Bardock, som blev udgivet i 2011 og samme år adapteret til en kortfilm.
I Denmark blev specialen udgivet af SF-Film på DVD den 17. januar 2006 med dansk og japansk tale samt danske undertekster.

## Modtagelse

### Anmeldelser
Chris Beveridge fra Mania.com siger, at "det er uden tvivl en god ting, at Bardock bliver udforsket en smule mere, og han kunne sikkert godt klare sit eget ark selv, om ikke mere, for at give os det saiyajinske synspunkt på ting inden Freezer kom til samt efterfølgende."

### Indtjening
Den 3. og 5. november 2018 fik den i USA begrænsede forvisninger af Fathom Events, sammen med Dragon Ball Z: Fusion Reborn (1995) under navnet Dragon Ball Z: Saiyan Double Feature, grundet den kommende premiere på Dragon Ball Super: Broly Ifølge Box Ofice Mojo havde Saiyan Double Feature per den 7. november indtjent 540.707 dollars.